# Блейденборо (Північна Кароліна)
Блейденборо (англ. Bladenboro) — місто (англ. town) в США, в окрузі Блейден штату Північна Кароліна. Населення — 1648 осіб (2020).

## Географія
Блейденборо розташоване за координатами 34°32′27″ пн. ш. 78°47′41″ зх. д. / 34.54083° пн. ш. 78.79472° зх. д. (34.540870, -78.794660).  За даними Бюро перепису населення США в 2010 році місто мало площу 5,74 км², уся площа — суходіл.

## Демографія
Згідно з переписом 2010 року, у місті мешкало 1750 осіб у 798 домогосподарствах у складі 462 родин. Густота населення становила 305 осіб/км².  Було 897 помешкань (156/км²).
Расовий склад населення:
| - 73,2 % — білих - 23,5 % — чорних або афроамериканців - 1,0 % — корінних американців - 0,4 % — азіатів |

До двох чи більше рас належало 1,4 %. Частка іспаномовних становила 2,1 % від усіх жителів.
За віковим діапазоном населення розподілялося таким чином: 26,2 % — особи молодші 18 років, 55,5 % — особи у віці 18—64 років, 18,3 % — особи у віці 65 років та старші. Медіана віку мешканця становила 40,7 року. На 100 осіб жіночої статі у місті припадало 78,0 чоловіків;  на 100 жінок у віці від 18 років та старших — 72,5 чоловіків також старших 18 років.
Середній дохід на одне домашнє господарство  становив 38 106 доларів США (медіана — 21 587), а середній дохід на одну сім'ю — 46 042 долари (медіана — 27 174). За межею бідності перебувало 35,1 % осіб, у тому числі 50,4 % дітей у віці до 18 років та 10,1 % осіб у віці 65 років та старших.
Цивільне працевлаштоване населення становило 611 осіб. Основні галузі зайнятості: освіта, охорона здоров'я та соціальна допомога — 36,8 %, роздрібна торгівля — 15,5 %, виробництво — 12,4 %.